# Schloss Liselund

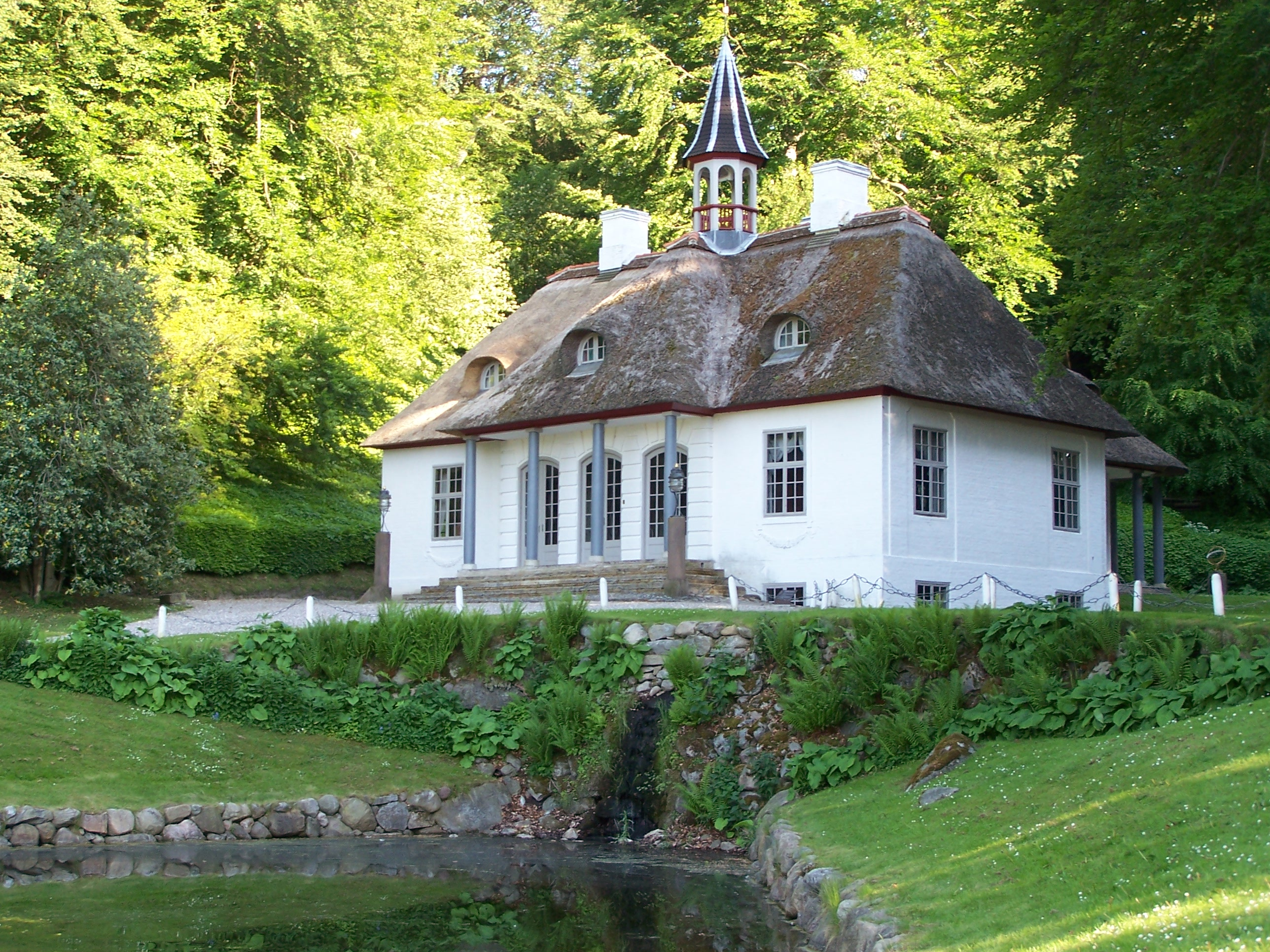
Schloss Liselund

Schloss Liselund ist ein klassizistisches Landhaus in einem englischen Landschaftsgarten bei den Kreidefelsen Møns Klint. Es ist der einzige Außenstandort des Dänischen Nationalmuseums auf der Insel Møn.

## Geschichte
Das kleinste „Schloss“ genannte Gebäude in Dänemark ist von seinen Abmessungen und dem Erscheinungsbild her eher ein Landhaus oder eine Villa. Dafür ist es aber vom Bauherrn in die hügelige Umgebung an der Buchen-Hochwaldkante des Kliffs hineinkomponiert. Der Bauherr war Gutsbesitzer auf der Insel. Sein Gut Marienborg liegt etwa 20 Kilometer entfernt. Das Vorgängerhaus von Liselund an gleicher Stelle ist seit dem Mittelalter bekannt und hieß Sømarkegaard. Es wurde 1783 als Krongut an den Kammerherrn Antoine Bosc de la Calmette verkauft, dessen Familie aus den Niederlanden nach Dänemark gekommen war. Sein Vater hatte erst 1777 Marienborg noch als holländischer Minister am dänischen Hof erworben. Calmette benannte Sømarkegaard sogleich beim Kauf in Liselund um, nach seiner Lisa genannten Ehefrau Anna Catharine Elisabeth Iselin. Der Geschmack beider für den Stil der französischen Kultur der Zeit bildeten die Eheleute auf Frankreichreisen 1790 und 1798/99 aus. Hinzu kam die aus den Schriften von Jean-Jacques Rousseau übernommene Naturbesessenheit und Freude am ländlichen Primitivismus und der Einfachheit des Lebens. Bevor Calmette das Haus erbaute, legte er zunächst acht Jahre lang die Parklandschaft von Liselund an. Ein Teil davon, eine wilde Kluft mit künstlichen Ruinen und Wasserfall in die Ostsee sowie einer kleinen Kapelle mit Zwiebelturm, ging bei einem großen Abbruch am Kliff im Jahr 1905 verloren und rutschte in die See.
Im Jahr 1835 lebte Hans Christian Andersen  eine Weile im sogenannten Schweizer Haus des Parks vom Schloss Liselund, wo er das Märchen Das Feuerzeug verfasste. 
Nach dem Tod der letzten Generation Calmette ging Liselund im Jahr 1843 mit dem dazugehörigen Gutsbetrieb in das Eigentum einer uradligen dänischen Familie über, an die Barone Rosenkrantz. Schloss Liselund wurde weiter von der Witwe Calmette bis zu ihrem Tod 1867 bewohnt. 1877 errichtete Gottlob Rosenkrantz ein neues Gutshaus in angemessener Entfernung. 1938 wurde Schloss Liselund mit dem Park Bestandteil einer Stiftung und der Öffentlichkeit erstmals zugänglich.

## Beschreibung
Das Haus ist ein Gemeinschaftswerk des bekannten Landhausarchitekten Andreas Kirkerup mit dem durchaus eigensinnigen Bauherren Calmette. Der Grundriss ist T-förmig mit vier Säulen an der breiten Seite als Haupteingang mit Terrasse zum Park. Das Strohdach nimmt mit seinen halbrunden Fenstern in Schleppgauben neun kleine Schlafzimmer für Gäste auf. Die Küche befindet sich im Kellergeschoss, das durch einen tief ausgeschachteten Teich direkt an der Rückseite des Hauses geöffnet ist. Das Erdgeschoss besteht aus einer Vorhalle hinter dem Eingang, der in den Bauplänen als Chambre de Compagnie oder Salon bezeichnet wird. Rechts folgt die Affenstube, so genannt nach einem Affen abgebildet auf einem Wandspiegel in der Dekoration, die wie das Rote Schlafzimmer von dem Inneneinrichter Joseph Christian Lillie stammt. Nicht nachgewiesen ist hingegen seine Urheberschaft an den Möbeln von Liselund, diese werden ihm jedoch in etlichen Einzelstücken zugeschrieben, nicht zuletzt wegen der subtilen Abstimmung ihrer farblichen Fassung zu seinem Raumkonzept. Aufwändigster Raum dieses zum Feiern von Festen gebauten Anwesens ist der Speiseraum mit seinem schwarz und weiß gemalten Fußboden. Durch fünf doppelflügelige französische Terrassentüren geht der Raum an beiden Längsseiten und an der rückwärtigen Schmalseite geschützt durch den breiten Überstand des Reetdaches in die Natur über. Die Möblierung von Schloss Liselund ist weitgehend original erhalten.

## Eigentümer von Liselund
- 1636–1783: Krongut
- 1783–1803: Gérard Pierre Antoine Bosc de la Calmette
- 1803–1820: Charles Reinhard Bosc de la Calmette
- 1820–1843: Frederik Raben-Levetzau-Huitfeldt
- 1843–1884: Gottlob Emilius George Friedrich Rosenkrantz
- 1884–1920: Fritz Iver Verner Christian Rosenkrantz
- 1920–1956: Erik Gotlob Fritz Krabbe Rosenkrantz
- 1956–1970: Niels Oluf Fritz Hermann Rosenkrantz
- seit 1970: Niels-Henrik Rosenkrantz